# トラフズク

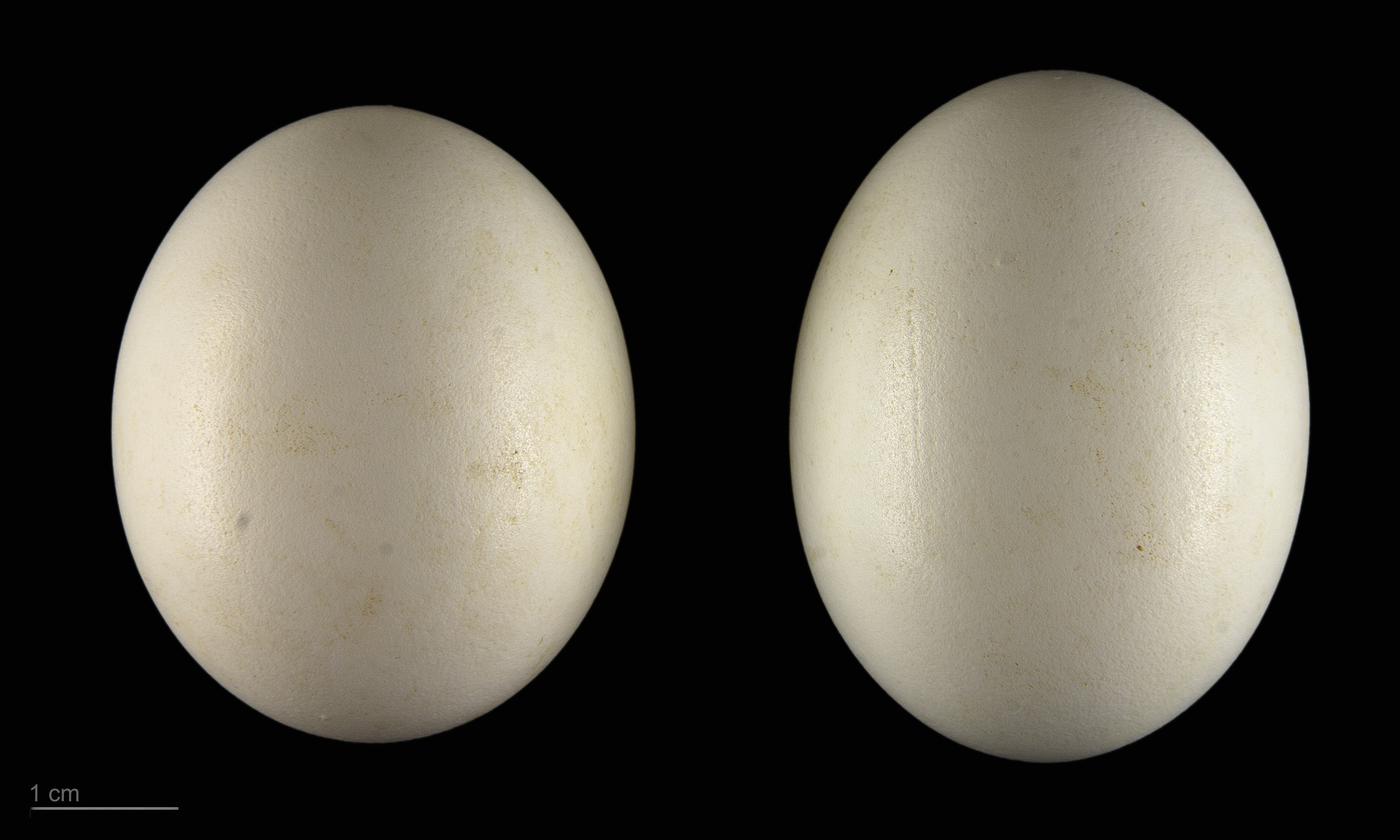
Asio otus otus

トラフズク（虎斑木菟、Asio otus）は、フクロウ目フクロウ科トラフズク属に分類される鳥。トラフズク属の模式種。

## 分布
ユーラシア大陸、アメリカ合衆国、エジプト、カナダ、台湾、日本、メキシコ、モロッコ
主に生息地では周年生息するが、冬季に獲物を求めて不規則に渡りを行うこともある。日本では基亜種が周年生息する（留鳥）で、寒冷地に分布する個体は冬季に南下する。

## 形態
全長35-40cm。頭部から背面の羽毛は灰褐色で、褐色の縦縞が入る。腹面の羽毛は黄褐色で、黒褐色の縦縞が入る。羽色は個体変異が多い。
メスはオスよりも羽色が濃く、胸の斑が大きい傾向にある。
虹彩はオレンジ色。外耳状の羽毛（羽角）は発達する。

## 亜種
21亜種に分けられるとされる。
- Asio otus otus　(Linnaeus, 1758)　トラフズク - 等

## 生態
針葉樹林や広葉樹林に生息する。単独もしくはペアで生活するが、冬季には小規模な群れを形成し竹藪や樹上を寝床にして集団で眠る。夜行性で、昼間は樹上で休む。鳴き声は日本語圏では低音で「ウーウー」と聞こえる。
食性は動物食で、主にネズミやモグラなどの小型哺乳類等を食べるが、昆虫類や小型の鳥類も食べる。
繁殖形態は卵生。他の鳥やリスの古巣や地面の窪みに1回に4-5個の卵を産む。同じ地域に棲息するカラスやタカ類の古巣を利用して繁殖する個体が多い。メスのみが抱卵し、抱卵期間は25-30日。オスは巣の周囲で見張りを行ったり、メスや雛に食物を運ぶ。生後1年程で性成熟する。